# Edward R. Harrison
Edward R. (Ted) Harrison, född 8 januari 1919 i London, död 29 januari 2007, var en namnkunnig brittisk fysiker och astronom, professor emeritus vid University of Massachusetts i USA.

## Levnad
Harrison utbildade sig vid Londons universitet och tjänstgjorde sex år i brittiska armén under andra världskriget. Därefter blev han statstjänsteman och förste forskare vid atomenergiforskningscentret i Harwell och Rutherford Appleton Laboratory i England och blev ledamot av Institute of Physics.
1966 for han till USA, då han utnämnts till Five College Professor vid University of Massachusetts i Amherst, vilket även innebar undervisning vid Amherst College, Hampshire College, Smith College och Mount Holyoke College. Där blev han emeritus, men höll också en tjänst som adjunct professor vid Steward Observatory, University of Arizona.
Han var ledamot av Royal Astronomical Society (ett av sällskapen i Burlington House), American Physical Society och American Association for the Advancement of Science.
Harrison var gift med Photeni och efterlämnade två barn, John-Peter och June Zoë.

## Forskningsresultat
Harrison publicerade ett stort antal vetenskapliga artiklar, som har bidragit till framsteg inom modern kosmologi. Han intresserade sig för historia och filosofi kring tidig kosmologi och kastade ljus över frågor som Olbers paradox. Förutom artiklar skrev han ett antal läroböcker med tonvikt på kosmologi.